# Олійник Андрій Олегович
Андрій Олегович Олійник (нар. 16 січня 1986, Біла Церква, Київська область, Українська РСР) — український футболіст, воротар. Усю кар'єру гравця провів у одному клубі, кременчуцькому «Кремені». Виступав за «Кремінь» протягом 18 сезонів, 16 з яких — на професійному рівні.

## Кар'єра
Перший сезон у ДЮФЛУ провів у складі «Княжи» з села Щасливого Бориспільського району Київської області, після чого з сезону 2001/02 грав за кременчуцький «Кремінь».
У сезоні 2004 провів одну гру в Чемпіонат України серед аматорів проти криворізького «Гірника». З сезону 2005/06 до сезону 2020/21 виступав на професійному рівні за «Кремінь». Протягом професійної кар'єри провів у Першій та Другій лігах чемпіонату України 243 матчі, в яких пропустив 255 голів, ще 13 ігор (18 пропущених м'ячів) відіграв у Кубку України. Був капітаном команди.

## Статистика
Станом на 8 січня 2022
| Чемпіонат         | Чемпіонат         | Чемпіонат         | Ліга | Ліга | Кубок         | Кубок         | Кубок ліги | Кубок ліги | Континет. змаг. | Континет. змаг. | Всього | Всього |
| Сезон             | Клуб              | Ліга              | Ігри | Голи | Ігри          | Голи          | Ігри       | Голи       | Ігри            | Голи            | Ігри   | Голи   |
| Україна           | Україна           | Україна           | Ліга | Ліга | Кубок України | Кубок України | Кубок Ліги | Кубок Ліги | Європа          | Європа          | Всього | Всього |
| ----------------- | ----------------- | ----------------- | ---- | ---- | ------------- | ------------- | ---------- | ---------- | --------------- | --------------- | ------ | ------ |
| 2005/06           | «Кремінь»         | Друга ліга        | 22   | -28  | 1             | -2            | 0          | 0          | 0               | 0               | 23     | -30    |
| 2006/07           | «Кремінь»         | Друга ліга        | 12   | -10  | 1             | -2            | 0          | 0          | 0               | 0               | 13     | -12    |
| 2007/08           | «Кремінь»         | Друга ліга        | 2    | -3   | 0             | 0             | 0          | 0          | 0               | 0               | 2      | -3     |
| 2008/09           | «Кремінь»         | Друга ліга        | 14   | -18  | 1             | -1            | 0          | 0          | 0               | 0               | 15     | -19    |
| 2009/10           | «Кремінь»         | Друга ліга        | 18   | -11  | 0             | 0             | 0          | 0          | 0               | 0               | 18     | -11    |
| 2010/11           | «Кремінь»         | Друга ліга        | 17   | -10  | 1             | 0             | 0          | 0          | 0               | 0               | 18     | -10    |
| 2011/12           | «Кремінь»         | Друга ліга        | 15   | -13  | 1             | -3            | 0          | 0          | 0               | 0               | 16     | -16    |
| 2012/13           | «Кремінь»         | Друга ліга        | 23   | -17  | 2             | -1            | 0          | 0          | 0               | 0               | 25     | -18    |
| 2013/14           | «Кремінь»         | Друга ліга        | 31   | -21  | 0             | 0             | 0          | 0          | 0               | 0               | 31     | -21    |
| 2014/15           | «Кремінь»         | Друга ліга        | 23   | -24  | 2             | -2            | 0          | 0          | 0               | 0               | 25     | -26    |
| 2015/16           | «Кремінь»         | Друга ліга        | 14   | -18  | 0             | 0             | 0          | 0          | 0               | 0               | 14     | -18    |
| 2016/17           | «Кремінь»         | Друга ліга        | 1    | -1   | 1             | -2            | 0          | 0          | 0               | 0               | 2      | -3     |
| 2017/18           | «Кремінь»         | Перша ліга        | 19   | -31  | 0             | 0             | 0          | 0          | 0               | 0               | 19     | -31    |
| 2018/19           | «Кремінь»         | Друга ліга        | 1    | -2   | 1             | -2            | 0          | 0          | 0               | 0               | 2      | -4     |
| 2019/20           | «Кремінь»         | Перша ліга        | 8    | -12  | 1             | -3            | 0          | 0          | 0               | 0               | 9      | -15    |
| 2020/21           | «Кремінь»         | Перша ліга        | 23   | -36  | 1             | 0             | 0          | 0          | 0               | 0               | 24     | -36    |
| Всього за кар'єру | Всього за кар'єру | Всього за кар'єру | 243  | -255 | 13            | -18           | 0          | 0          | 0               | 0               | 256    | -273   |